# Wiktor Łomidze
Wiktor Łomidze-Wachtang także Viktor Lomidze (ur. 7 lutego 1900 w Gandży, zm. 24 czerwca 1956) – gruziński oficer kontraktowy w Wojsku Polskim.

## Życiorys
Po podbiciu Gruzji przez bolszewików w 1921 roku wyemigrował do Polski, gdzie wstąpił do Wojska Polskiego i został marynarzem.
W latach 1925–1926 zastępca dowódcy monitora ORP „Warszawa” we Flotylli Pińskiej. Pomiędzy 3 listopada 1933 a rokiem 1934 dowódca ORP „Kujawiak”, pomiędzy 1935 a 1939 kapitan ORP „Jaskółka”, później, jako kpt. mar. (mianowany 1 stycznia 1935 r.) pełnił funkcję zastępcy dowódcy ORP „Gryf” kmdr. ppor. Stefana Kwiatkowskiego. Po śmierci kmdr. Kwiatkowskiego (1 września 1939 r.) był także przez kilka godzin dowódcą tego okrętu, w czasie których wydał rozkaz wyrzucenia wszystkich min, które stanowiły główną broń okrętu, eliminując tym samym możliwość przeprowadzenia operacji minowania Zatoki Gdańskiej od Helu do ujścia Wisły, opatrzoną kryptonimem „Rurka”.
Wraz ze Stanisławem Hryniewieckim i innymi oficerami na kutrze rybackim „Albatros” ewakuował się na Łotwę, gdzie został internowany. W 1940 przez Szwecję przedostał się do Wielkiej Brytanii.
3 maja 1940 r. został mianowany do stopnia kmdr. ppor. Od 5 lipca 1941 r. do 25 października 1944 r. pełnił obowiązki kierownika Samodzielnego Referatu Personalnego MW w Wielkiej Brytanii. 3 maja 1944 r. został awansowany do stopnia komandora porucznika.
Zmarł w Londynie. Pochowany na Cmentarzu Brompton w Londynie.